# Stazione di Villamar
La stazione di Villamar era una stazione ferroviaria di diramazione, posta lungo la linea Isili-Villacidro e all'origine della ferrovia Villamar-Ales. Serviva il centro abitato di Villamar.

## Storia
Le origini della stazione si ricollegano a quelle della rete ferroviaria della Ferrovie Complementari della Sardegna, realizzata negli anni dieci del Novecento per conto della Ferrovie Complementari della Sardegna: sia la ferrovia che l'impianto vennero attivati il 21 giugno 1915.
Un ruolo importante fu destinato sulla linea FCS Isili-Villacidro alla stazione di Villamar, diramazione con regresso per la linea per Ales. La stazione fu da subito importante per i viaggiatori diretti o provenienti dalla Marmilla. Tale prerogativa rimase inalterata fino alla chiusura della ferrovia avvenuta il 5 settembre 1956 con autoservizi sostitutivi. Nel giro di pochi anni furono rimossi i binari e i segnali e col tempo l'edificio abbandonato.

## Strutture e impianti
Realizzata nella parte ovest dell'abitato di Villamar, la stazione era posta alla progressiva chilometrica 38+717 della linea Isili-Villacidro e all'origine della Villamar-Ales, avendo pertanto caratteristiche di scalo di diramazione.
L'armamento dell'impianto, oggi completamente smantellato, consisteva complessivamente di sette binari a scartamento ridotto: dal binario di corsa della Isili-Villacidro (il secondo per vicinanza al fabbricato viaggiatori) se ne diramavano 3 passanti, di cui uno a est e due a ovest, uno dei quali binario di corsa della linea per Ales. A questo fascio si aggiungevano tre tronchini, impiegati per il rimessaggio e per l'accesso alla piattaforma girevole e allo scalo merci della stazione. Il più periferico dei binari passanti era inoltre dotato di un prolungamento che conduceva all'interno della locale rimessa locomotive. Presente infine un rifornitore idrico del tipo a cisterna metallica su struttura in muratura.
Quasi tutti gli edifici dell'impianto sono ancora presenti in loco, sebbene in condizioni statiche precarie. Oltre alla rimessa locomotive lo scalo comprendeva un fabbricato viaggiatori di seconda classe, avente sviluppo su due piani più tetto a falde e tre accessi su quello che era il piazzale ferroviario; attiguo all'edificio è presente quello che era il magazzino merci, dotato anche di un piano caricatore. Non più esistente invece il fabbricato che ospitava i servizi igienici.

## Movimento
Negli anni di attività lo scalo venne servito dalle relazioni passeggeri e merci delle Ferrovie Complementari della Sardegna.

## Servizi
La stazione negli anni di attività era dotata di una sala d'attesa, di una biglietteria (entrambe ospitate nel fabbricato viaggiatori) e di servizi igienici, questi ultimi ubicati in una costruzione apposita.
- Biglietteria a sportello
- Sala d'attesa
- Servizi igienici